# Restorm
restorm (ein Wortspiel aus „re“ als Teil von „revolution“ und „storm“) war eine Musikplattform mit dem Ziel, die Abläufe und Vernetzungen der Musikwelt auf einer Plattform abzubilden. Sie basiert auf nutzergenerierten Inhalten. Ende 2014 war die Webseite nicht mehr zu erreichen.
Restorm ist bisher hauptsächlich im deutschsprachigen Gebiet tätig und zählte im Oktober 2012 insgesamt 39’095 Mitglieder. Zusätzlich waren 9’030 Bandprofile und 1'277 Label- und Venueprofile registriert.

## Geschichte
Die Plattform wurde mit Hilfe des Ruby on Rails Frameworks erstellt und im Oktober 2007 von der restorm AG mit drei Sparten in Betrieb genommen: der Musikplattform restorm.com, dem Musikvideo-Portal restorm.tv, das Rechte an Videos von Warner, EMI, Universal und Sony besaß, sowie dem geplanten Webradio restorm.fm. Nach einer Restrukturierung im Juni 2008 erfolgte die Abstossung der beiden Teile restorm.fm und restorm.tv respektive wurden diese in die restorm.com Musikplattform integriert, um dem allumfassenden Community-Konzept von restorm.com gerecht zu werden.
Im Sommer 2011 benotete die Studie Kreative fordern Technik – Musikplattformen im Stresstest der MHMK restorm.com mit der Note 1.5. Ebenfalls 2011 wurde restorm.com von startup.ch in die Top 100 der besten Schweizer Startups gewählt.

## Zusammenarbeiten

### Zusammenarbeit mit Creative Commons
Im Mai 2008 wurde eine enge Zusammenarbeit mit Creative Commons bekannt gegeben. Philippe Perreaux, CEO von restorm.com und Vorstandsmitglied bei Creative Commons Schweiz, wollte die Idee des freien Austausches von Inhalten im Internet auch auf restorm.com realisieren. Somit wurde es Musikschaffenden möglich, ihre Werke mit Creative Commons Lizenzierung zum legalen kostenlosen Download und zur kreativen Weiterverwendung zur Verfügung zu stellen. Die für Musikplattformen neuartige Zusammenarbeit stiess auf positives Medienecho. So schrieb der Schweizer Tages-Anzeiger am 9. September 2008: restorm.com „... ist das erste grosse Musik-Portal aus der Schweiz, das Gratis-Downloads nach dem Prinzip der Creative Commons (CC) anbietet.“ Auf myoon.de hiess es später in einem Artikel zu den Funktionen von restorm.com: „Wie bereits lobend erwähnt, öffnet sich die Plattform auch für alternative Verwertungsmodelle.“ Mittlerweile sind auf der Plattform etwa 11'000 musikalische Werke mit Creative Commons Lizenz zum kostenlosen Download freigegeben.
Im März 2009 wurde aus dem Anlass einer Zusammenarbeit mit dem Newsmail-Dienst Ron Orp eine Zusammenstellung regionaler und nationaler Künstler wie Sophie Hunger, Big Zis und Phenomden mit Creative Commons Lizenzierung aus der Schweiz und Zürich erstellt.

### Weitere Zusammenarbeiten
Seit der Lancierung von restorm.com wurden verschiedene musikalische Projekte realisiert. restorm.com ist vor allem erfolgreich bei Ausschreibungen für Support Konzerte grösserer Live-Acts und in medialen Zusammenarbeiten mit verschiedenen Partnern. In den vergangenen Jahren konnten sich Bands unter anderem als Vorgruppe für Stereophonics, Jennifer Rostock und Morcheeba bewerben. Durch die Zusammenarbeit mit dem Greenfield Festival findet seit 2011 jährlich ein grosser Contest statt, an dem ein Auftritt am Openair verlost wird. Eine Auflistung der aktuellen Contests ist unter Contests auf restorm.com verfügbar.
Zwischen 2009 und 2012 erfolgte eine Zusammenarbeit zwischen restorm.com und dem Online-Portal von 20 Minuten, der Tochtergesellschaft von Tamedia AG und grössten Gratiszeitung der Schweiz. Wöchentlich erschien ein Artikel in der Print- und Onlineausgabe von 20 Minuten über eine Band auf restorm.com.

## Community Features
Die Seite beherbergt Profilseiten für Mitglieder, Musiker, Plattenlabels, Clubs und Veranstalter. Musik kann gestreamt und auch heruntergeladen werden, wenn der Künstler dies freigegeben hat. Zusätzlich können alle Mitglieder Informationen über sich selbst, ihren Musikgeschmack und ihre besuchten Konzerte abgeben. Alle Mitglieder auf restorm.com können Musiker ihrer Wahl unterstützen. Clubs und Labels können Konzertmöglichkeiten über Ausschreibungen oder Anzeigen an Musiker weitergeben.
Mitglieder auf restorm.com können sich gegenseitig Nachrichten schicken, Wiedergabelisten abspeichern und sich auf der Plattform anfreunden. Der semantische Aufbau der Website ist auf eine realitätsgetreue Wiedergabe der Verbindungen in der Musikwelt ausgelegt: So bildet zum Beispiel ein Label Verbindungen zu unter Vertrag stehenden Bands.

### Facebook App
Mit den Facebook Applikationen ist es Bands, Labels und Venues möglich sich auf Facebook bestmöglich mit Bildern, Videos und Musik zu präsentieren.
- Band App: Künstler können via Facebook ihre Band vorstellen, Musik anbieten und Neuigkeiten veröffentlichen.[23]
- Label App: Labels können ihre Bands präsentieren, Informationen und Auskopplungen veröffentlichen und Musik anbieten.[24]
- Venue App: Venues wie Clubs, Cafés oder Bars können auf bevorstehende Events hinweisen und Informationen publizieren.[25]

### Mobile App
Mit der Mobile App können Künstler auf restorm.com ihre eigene App für Smartphones erstellen, welche mit dem restorm.com Profil synchronisiert wird und dadurch aktuelle Songs, News, Events und andere Informationen enthält. Der Inhalt ist komplett individualisierbar: Farben und Inhalte können vom Künstler frei gewählt werden. App-Nutzer, also die Fans, können via Push Benachrichtigungen über Neuigkeiten informiert werden.

### Featuring-, Booking- und Demotapepool
Für Labels, Veranstalter und Venues stehen verschiedene Pools zur Verfügung, um Bandbewerbungen zu bearbeiten.
- Featuring Pool: Anhand des Featuring Pools können Bandbewerbungen gesammelt, gefiltert, sortiert und für Featurings ausgewählt werden. Das Featuring wird direkt aus dem Pool heraus erstellt und erscheint automatisch auf restorm.com, sowohl bei der Band und dem Medienpartner, als auch im Bandfeed, wo alle gefeatureten Bands gelistet werden.[27][28]
- Booking Pool: Der Booking Pool ermöglicht es Veranstaltern, Bands für ihre Venue zu finden und zu buchen. Die Bandbewerbungen werden gleich wie beim Featuring Pool an einem Ort gesammelt und können von dort aus bearbeitet werden. Die Booking Anfragen für einzelne Bands können direkt aus dem Booking Pool gesendet werden.[28]
- Demotape Pool: Mit dem Demotape Pool kann ein Label neue Bands entdecken und mit ihnen in Kontakt treten.[28]

### Verkauf und Lizenzierung
Die Künstler können ihre Musik via restorm.com, Facebook App oder Widget verkaufen. Ausserdem können die Musikstücke auch via rightclearing.com zur Lizenzierung freigegeben werden.

### Weiteres
- Connect: Connect ermöglicht es den Nutzern, Facebook, Myspace, SoundCloud, Youtube, Twitter und restorm.com miteinander zu synchronisieren, um Profilupdates nur auf einem Kanal vorzunehmen, aber über alle Social-Media-Kanäle zu verbreiten.[30]
- Widgets: Anhand verschiedener Widgets können das komplette Bandprofil, einzelne Alben oder spezifische Songs auf einer Homepage zur Ansicht eingebunden werden.[31]
- Spreadshirt Shop: Mit dem Spreadshirt Shop können Künstler auf restorm.com ihr eigenes Merchandise erstellen und direkt auf ihrem restorm.com Profil anbieten.[32]